# Нови Свєт (округ Сенец)
Нови Свєт (словац. Nový Svet) — село, громада округу Сенець, Братиславський край, південно-західна Словаччина. Кадастрова площа громади — 7,75 км².
Населення 90 осіб (станом на 31 грудня 2017 року).

## Історія
Нови Свєт згадується 1871 року.

## Населення
| Рік:            | 1994. | 2004. | 2014.    | 2024.    |
| --------------- | ----- | ----- | -------- | -------- |
| Кількість осіб: | 0     | 59    | 86       | 101      |
| Різниця:        |       | –     | +45,76 % | +17,44 % |

| Рік:            | 2023. | 2024.   |
| --------------- | ----- | ------- |
| Кількість осіб: | 102   | 101     |
| Різниця:        |       | -0,98 % |